# Le Signe du païen
Pour plus de détails, voir Fiche technique et Distribution.
Le Signe du païen (Sign of the Pagan) est un film américain réalisé par Douglas Sirk en 1954.

## Synopsis
En 450, les Huns venus de l’Asie sous le signe du paganisme conduits par le plus inhumain des conquérants, le fléau de Dieu, Attila, ravagent les frontières de l’Empire romain décadent. Les deux capitales Rome et Constantinople sont affaiblies par les rivalités entre les empereurs Valentinien III et Théodose II. Un centurion romain, Marcian, qui portait un message de Valentinien à Théodose est capturé par les Huns. Attila apprécie sa vaillance et l’épargne, pour qu’il apprenne aux Huns la façon de combattre des Romains. Marcian s’évade, gagne Constantinople pour informer l’empereur Théodose du projet d’Attila : détruire la ville de Rome. Theodose refuse l'aide demandée. Mais Marcian a conquis le cœur de Pulchérie, sœur de l'empereur, et elle le prend à son service. Une révolution de palais oblige Théodose à abdiquer. Pulchérie le remplace sur le trône. Attila et son armée campent devant Rome. Il a une entrevue avec le Pape et renonce à attaquer la ville. Marcian et les troupes romaines livrent un combat aux Huns. Attila est tué par une esclave. Marcian épouse Pulchérie.

## Fiche technique
- Titre français : Le Signe du païen
- Titre original américain : Sign of the pagan
- Réalisation : Douglas Sirk
- Scénario : Oscar Brodney et Barré Lyndon, sur une histoire d'Oscar Brodney
- Musique : Frank Skinner et Hans J. Salter
- Assistant-réalisateur : John Sherwood
- Directeur de la photographie : Russell Metty
- Directeurs artistiques : Alexander Golitzen et Emrich Nicholson
- Costumes : Bill Thomas
- Montage : Milton Carruth
- Maquillage : Bud Westmore
- Coiffures : Joan St. Oegger
- Production : Albert J. Cohen
- Société de production : Universal Pictures
- Pays de production :  États-Unis
- Langue : anglais
- Format : Couleur (Technicolor) - 2.35:1 Cinémascope - Son 4 pistes stéréo - 35mm
- Genre : Péplum
- Durée : 100 minutes
- Dates de sortie :
  - États-Unis : 18 décembre 1954
  - France : 8 avril 1955

## Distribution
- Jeff Chandler (VF : René Arrieu) : Marcian
- Jack Palance (VF : Georges Descrières) : Attila
- Ludmila Tcherina (VF : Jacqueline Porel) : Pulchérie, sœur de Théodose
- Rita Gam : Kubra, fille d’Attila
- Jeff Morrow : Le général Paulinus
- Moroni Olsen : Le Pape Léon Ier
- George Dolenz (V.F : Jean Marchat)  : Théodose II, empereur d’Orient
- Eduard Franz  (V.F : Jean Gournac) : L’astrologue perse
- Allison Hayes : Ildico, captive et concubine d’Attila
- Alexander Scourby : Chrysaphius
- Howard Petrie  (V.F : Pierre Morin) : Gundahar
- Michael Ansara : Edecon
- Pat Hogan  (V.F : Jacques Beauchey) : Sangiban
- Leo Gordon : Bleda
- Fred Nurney (VF : Gérard Férat) : Le Chambellan
- Walter Coy : Valentinien III, empereur d'Occident
- Rusty Wescott  (V.F : Jean Violette) : Tula
- Charles Horvath  (V.F : Jean-Henri Chambois) : Olt
- Robo Bechi  (V.F : Marcel Raine) : Chilothe
- Chuck Roberson : Mirrai
- Teddy Bilis : Le devin (voix)
- Sara Shane : Myra

Acteurs non crédités
- Edward Earle : un sénateur
- Charles Wagenheim : un messager du palais

## Commentaires

### Notoriété
Ce film, relativement oublié, a été diffusé le 21 septembre 2006 sur France 3, l’après-midi, tranche horaire généralement consacrée aux films de série B.

### Scènes remarquables
On appréciera plus particulièrement les nombreuses scènes de chevauchées, dont celle du générique en décor naturel, l’exotisme coloré des costumes et des décors intérieurs et la fantomatique apparition du pape Léon Ier sur un Tibre couvert de brumes.

### Arrière-plan idéologique
Les péplums laissent souvent transparaître la mentalité de leur époque. On peut faire quelques observations dans celui-ci, sorti en pleine guerre froide et au lendemain de la guerre de Corée et la période du Maccarthisme : les peuples alliés des Huns sont des Scythes, des Avars, des Khazars, alliances passablement anachroniques, mais correspondant à d’anciens peuples des régions ukrainienne et hongroise, donc du bloc soviétique à l’époque du film. Dans la réalité historique, de nombreux peuples germaniques combattaient pour Attila, dont les Ostrogoths, bien connus et non cités dans le film. De plus, l’apparition récurrente du signe de la croix qui fait hésiter puis terrasse Attila dont le paganisme est souligné, explique le titre du film et renvoie au clivage idéologique du monde des années 1950.

### Arrière-plan historique
Comme souvent dans le genre péplum, le scénario prend de grandes libertés avec l’Histoire. Ainsi, le film réussit à ne jamais prononcer le nom de Ravenne, capitale effective de l’Empire d’Occident, et cite maintes fois Rome comme la ville maîtresse de l’Empire romain.
Bien plus, la situation politique romaine présentée est l’inverse de la réalité historique : le film montre un empereur d’Orient Théodose qui complote pour se dégager du pouvoir de Rome et qui passe un accord secret avec Attila contre la paix. Dans la réalité historique, l’empire d’Occident à l’agonie avait cédé aux Huns des territoires contre la paix, et celui d’Orient est attaqué et rançonné chaque année par Attila. De surcroît, Théodose était mort depuis deux années quand Attila lança son raid en Italie en 452.
Inversement, le personnage de Marcian est moins imaginaire qu’il n’y paraît : les scénaristes se sont inspirés du personnage historique de Marcien, officier romain qui épousa l’impératrice Pulchérie et succéda à Théodose. La version française préfère adapter son nom en Marcion plutôt que Marcien, craignant peut-être de déconcerter le public francophone par une présence extra-terrestre et sans savoir que Marcion fut un hérétique violemment combattu par les chrétiens.